# Циснормативност
Циснормативност или циссексуална презумпция е презумпцията, че всички са или би трябвало да са цисджендър. Терминът може допълнително да се отнася до по-широк набор от презумпции относно определянето на пола, като презумпцията за бинарен пол или очаквания за съответствие с ролите на пола, дори когато транссексуалните идентичности са признати. Циснормативността е форма на цисджендъризъм, идеология, която насърчава различни нормативни идеи за пола, до отричане на половата идентичност, подобно на хетеросексизма или ейбълизъма.
Циснормативността е широко разпространена в обществото. Проявява се в речта като разделяне на цисджендър и трансджендър хора, където цисджендър индивидите се считат за „нормални“, а трансджендър хората – за изключение. Цинормативното законодателство може да изисква диагнози за психично здраве или стерилизация като предпоставка за правно признаване на полова идентичност на трансджендър лице, а циснормативността в здравеопазването води до това, че трансджендър хора изпитват трудности при намирането на клиницисти, които са компетентни в здравните грижи за трансджендър хора, или са принудени да бъдат в разделени по пол места, в които се чувстват неудобно. Това още повече принуждава трансджендър хората да отбягват медицинска намеса или да избегнат разкриването на своя трансджендър статус пред практикуващите.
Циснормативност е тясно обвързано с хетеронормативност, а комбинацията от двете представя доминиращия в обществото възглед, че сексът, полът и сексуалната ориентация са преплитащи.

## Определение
Трансфеминистката Джулия Серано пише в Whipping Girl, че „[циссексуалната презумпция] възниква, когато циссексуалният прави общоприетото, макар и грешно предположение, че начинът, по който те преживяват своя физически и подсъзнателен пол [...] се отнася за всички останали по света“. Тя твърди, че циссексуалните хора „безразборно проектират“ опита си за полова идентичност върху всички останали, „преобразувайки циссексуалността в човешки атрибут, който се приема за даденост“. Други източници определят циснормативността като „очакването, че всички са циссексуални/цисджендър“. SAGE Encyclopedia of Trans Studies заявява, че циснормативността е „презумпцията, че повечето хора се съобразяват или трябва да се съобразяват с нормите за определяне на пола в тяхното общество“. В него се уточнява: „циснормативното“ поведение варира в зависимост от действащите полови норми в дадено общество. Например в някои общества наличието само на „жена“ и „мъж“ като полови категории не би било циснормативно“.